# Eleonore Pameijer
Eleonore Pameijer (1960) is een Nederlands fluitiste.

## Opleiding
Pameijer studeerde fluit bij Koos Verheul aan het Sweelinck-conservatorium in Amsterdam, waar ze cum laude afstudeerde. Ze studeerde verder bij Abbie de Quant aan het Utrechts Conservatorium en bij Sue Ann Kahn aan het Bennington College in Bennington (Vermont) (Verenigde Staten). Ze volgde masterclasses bij Julius Baker, Samuel Baron en Marcel Moyse. Na haar terugkeer naar Europa studeerde ze bij Severino Gazzelloni aan de Accademia Chigiana (Siena, Italië). Ze volgde speciale cursussen voor barokmuziek bij Jos van Immerseel, Barthold Kuijken en Ton Koopman.

## Activiteiten
Pameijer gaf haar debuutrecital in het Amsterdamse Concertgebouw nadat ze het Frank Martin-concours had gewonnen. Ze verscheen op de Nederlandse televisie in het programma Jonge mensen op het concertpodium. In 1985 werd ze eerste fluitiste van het ASKO/Schönberg-ensemble, een van de leidende ensembles op het gebied van 20e-eeuwse muziek in de wereld.
Ze soleerde bij vele orkesten en ensembles onder dirigenten als David Porcelijn, Arthuro Tamayo, Richard Duffalo, Ton Koopman, Oliver Knussen, Jaap van Zweden, Kenneth Montgomery, Ingo Metzmacher, Peter Eötvös, Philippe Entremont en Alexander Vedernikov. Ze speelde ook solo tijdens een aantal edities van het Holland Festival en speelde in vrijwel alle landen van Europa, Canada en de Verenigde Staten.
Pameijer gaf recitals met muziek van onder anderen Bach, Telemann, Mozart, Beethoven, Debussy, Steven Mackey en Isang Yun. Verscheidene componisten schreven voor haar, waaronder Jeff Hamburg, Peter Schat, Joep Straesser, Vanessa Lann, Peter van Onna, Joost Kleppe, Paul Termos, en Guus Janssen. Uitgeverij Donemus publiceerde twee bundels met repertoire voor solo fluit speciaal geschreven voor Eleonore Pameijer. Ze maakte opnames voor radio en televisie en nam ook cd's op, voor de labels Future Classics, Attacca, Composers' Voice, Philips, NM Classics, Olympia en Channel Classics.

## Leo Smit Stichting
In 1996 richtte Pameijer samen met de pianist Frans van Ruth de Leo Smit Stichting op, genoemd naar de Joods-Nederlandse componist Leo Smit (Amsterdam, 1900 - Sobibór, 1943). Deze stichting doet onderzoek naar vervolgde en vergeten Nederlandse componisten, met bijzondere aandacht voor Leo Smit, en organiseert jaarlijks de serie 'Uilenburger concerten' in de Uilenburger Synagoge in Amsterdam.
Deze jarenlange concertserie, vaak ook op de radio te beluisteren, is echter in 2018 beëindigd na stopzetting van de subsidie.
De geplande viering van het 25-jarige jubileum van de Leo Smit Stichting in 2021 kon geen doorgang vinden in verband met de maatregelen rond de coronapandemie.
Overigens vindt de muziek van Leo Smit de laatste jaren meer en meer zijn weg naar de concertpodia, ook internationaal. Onder andere het Koninklijk Concertgebouw Orkest speelde onder leiding van dirigent Stéphan Denève het triptiek 'Silhouetten', de broers Artur en Lucas Jussen voerden en voeren regelmatig het Divertimento voor quatremains uit, ook in het buitenland.

## Privé
Pameijer was getrouwd met de Joods-Amerikaanse componist Jeff Hamburg.